# Arco Geodésico de Struve

Mapa de los sitios (en francés). Los 34 puntos rojos corresponden a los sitios registrados como Patrimonio de la Humanidad.

El Arco geodésico de Struve es un conjunto monumental declarado Patrimonio de la Humanidad por la Unesco en 2005, conformado por una serie de 34 hitos o vértices para mediciones geodésicas repartidos por diez países de Europa del Norte y Oriental.
El sistema fue construido por iniciativa del astrónomo Friedrich Georg Wilhelm von Struve quien demostró, llevando a cabo una serie de triangulaciones a lo largo de un arco de meridiano de la Tierra, que ésta se encuentra achatada en sus polos.
Sus mediciones fueron efectuadas entre 1816 y 1855 en 265 puntos entre el océano Ártico y el mar Negro.

## Lista de localizaciones de los puntos geodésicos
| Código   | Nombre                                     | Lugar                                     | País        | Coordenadas                                |
| -------- | ------------------------------------------ | ----------------------------------------- | ----------- | ------------------------------------------ |
| 1187-001 | Fuglenes                                   | Hammerfest, Provincia de Troms y Finnmark | Noruega     | 70°40′12″N 23°39′48″E / 70.67000, 23.66333 |
| 1187-002 | LILLE-REIPAS Raipas                        | Alta, Provincia de Troms y Finnmark       | Noruega     | 69°56′19″N 23°21′37″E / 69.93861, 23.36028 |
| 1187-003 | LOHDIZHJOKKI Luvdiidcohkka                 | Kautokeino, Finnmark                      | Noruega     | 69°39′52″N 23°36′08″E / 69.66444, 23.60222 |
| 1187-004 | BÄLJATZ-VAARA Baelljasvarri                | Kautokeino, Finnmark                      | Noruega     | 69°01′43″N 23°18′19″E / 69.02861, 23.30528 |
| 1187-005 | PAJTAS-VAARA Tynnyrilaki                   | Kiruna, Norrbottens län                   | Suecia      | 68°15′18″N 22°58′59″E / 68.25500, 22.98306 |
| 1187-006 | KERROJUPUKKA Jupukka                       | Pajala, Norrbottens län                   | Suecia      | 67°16′36″N 23°14′35″E / 67.27667, 23.24306 |
| 1187-007 | PULLINKI Pullinki                          | Övertorneå, Norrbottens län               | Suecia      | 66°38′47″N 23°46′55″E / 66.64639, 23.78194 |
| 1187-007 | PERRA-VAARA Perävaara                      | Haparanda, Norrbottens län                | Suecia      | 66°01′05″N 23°55′21″E / 66.01806, 23.92250 |
| 1187-009 | STUOR-OIVI Stuorrahanoaivi                 | Enontekiö, Lapin lääni                    | Finlandia   | 68°40′57″N 22°44′45″E / 68.68250, 22.74583 |
| 1187-010 | AVASAKSA Aavasaksa                         | Ylitornio, Lapin lääni                    | Finlandia   | 66°23′52″N 23°43′31″E / 66.39778, 23.72528 |
| 1187-011 | TORNEA Alatornion kirkko                   | Tornio, Lapin lääni                       | Finlandia   | 65°49′48″N 24°09′26″E / 65.83000, 24.15722 |
| 1187-012 | PUOLAKKA Oravivuori                        | Korpilahti, Länsi-Suomen lääni            | Finlandia   | 61°55′36″N 25°32′01″E / 61.92667, 25.53361 |
| 1187-013 | PORLOM II Tornikallio (Lappträsk en sueco) | Lapinjärvi, Etelä-Suomen lääni            | Finlandia   | 60°42′17″N 26°00′12″E / 60.70472, 26.00333 |
| 1187-014 | SVARTVIRA Mustaviiri                       | Pyhtää, Etelä-Suomen lääni                | Finlandia   | 60°16′35″N 26°36′12″E / 60.27639, 26.60333 |
| 1187-015 | MÄKI-PÄÄLYS Mäkipällys                     | Kingisepp, óblast de Leningrado           | Rusia       | 60°04′27″N 26°58′11″E / 60.07417, 26.96972 |
| 1187-016 | HOGLAND, Z Gogland, Tochka Z               | Kingisepp, óblast de Leningrado           | Rusia       | 60°05′07″N 26°57′40″E / 60.08528, 26.96111 |
| 1187-017 | WOIBIFER Võivere                           | Avanduse, Lääne-Viru                      | Estonia     | 59°03′28″N 26°20′16″E / 59.05778, 26.33778 |
| 1187-018 | KATKO Simuna                               | Avanduse, Lääne-Viru                      | Estonia     | 59°02′54″N 26°24′51″E / 59.04833, 26.41417 |
| 1187-019 | DORPAT Observatorio de Tartu               | Tartu, Tartu                              | Estonia     | 58°22′44″N 26°43′12″E / 58.37889, 26.72000 |
| 1187-020 | SESTU-KALNS Ziestu                         | Sausneja, Región de Madona                | Letonia     | 56°50′24″N 25°38′12″E / 56.84000, 25.63667 |
| 1187-021 | JACOBSTADT Jekabpils                       | Ciudad de Jekabpils, región de Jekabpils  | Letonia     | 56°30′05″N 25°51′24″E / 56.50139, 25.85667 |
| 1187-022 | KARISCHKI Gireišiai                        | Panemunelis, Lituania septentrional       | Lituania    | 55°54′09″N 25°26′12″E / 55.90250, 25.43667 |
| 1187-023 | MESCHKANZI Meškonys                        | Nemencine, Lituania oriental              | Lituania    | 54°55′51″N 25°19′00″E / 54.93083, 25.31667 |
| 1187-024 | BERESNÄKI Paliepiukai                      | Nemežis, Lituania oriental                | Lituania    | 54°38′04″N 25°25′45″E / 54.63444, 25.42917 |
| 1187-025 | TUPISCHKI Tupishki                         | Oshmyany, óblast de Grodno                | Bielorrusia | 54°17′30″N 26°02′43″E / 54.29167, 26.04528 |
| 1187-026 | LOPATI Lopaty                              | Zelva, óblast de Grodno                   | Bielorrusia | 53°33′38″N 24°52′11″E / 53.56056, 24.86972 |
| 1187-027 | OSSOWNITZA Ossovnitsa                      | Ivánovo, óblast de Brest                  | Bielorrusia | 52°17′22″N 25°38′58″E / 52.28944, 25.64944 |
| 1187-028 | TCHEKUTSK Chekutsk                         | Ivanovo, óblast de Brest                  | Bielorrusia | 52°12′28″N 25°33′23″E / 52.20778, 25.55639 |
| 1187-029 | LESKOWITSCHI Leskovichi                    | Ivanovo, óblast de Brest                  | Bielorrusia | 52°09′39″N 25°34′17″E / 52.16083, 25.57139 |
| 1187-030 | RUDY Rudi                                  | Rudi, Soroca Judetul                      | Moldavia    | 48°19′08″N 27°52′36″E / 48.31889, 27.87667 |
| 1187-031 | KATERINOWKA Katerinowka                    | Antonivka, región de Jmelnitsky           | Ucrania     | 49°33′57″N 26°45′22″E / 49.56583, 26.75611 |
| 1187-032 | FELSCHTIN Felschtin                        | Hvardiiske, región de Jmelnitsky          | Ucrania     | 49°19′48″N 26°40′55″E / 49.33000, 26.68194 |
| 1187-033 | BARANOWKA Baranowka                        | Baranivka, región de Jmelnitsky           | Ucrania     | 49°08′55″N 26°59′30″E / 49.14861, 26.99167 |
| 1187-034 | Antigua Nekrasivka                         | Raión de Izmaíl, Óblast de Odesa          | Ucrania     | 45°19′54″N 28°55′41″E / 45.33167, 28.92806 |